# Короткий отпуск
«Короткий отпуск» (итал. Una breve vacanza, исп. Amargo despertar) — совместная испанско-итальянская мелодрама режиссёра Витторио Де Сика по произведению Родольфо Сонего. Премьера фильма состоялась 14 августа 1973 года.

## Сюжет
Нелегко живётся Кларе Матаро, матери троих сыновей, вместе с мужем-калекой Франко и его родственниками в полуподвале миланского дома. Однажды её блёклая жизнь круто меняется, когда врачи обнаруживают у неё туберкулёз и прописывают поездку в санаторий в Итальянские Альпы. В санатории она встречает Луиджи, молодого механика, с которым она познакомилась в клинике в Милане, и между ними начинается бурный роман. Но всё хорошее быстро заканчивается. Выздоровев, Клара вынуждена вернуться в дыру, откуда она на короткое время смогла вырваться.

## В ролях
- Флоринда Болкан — Клара Матаро
- Ренато Сальватори — Франко Матаро, её муж
- Даниэль Квено — Луиджи, любовник Клары
- Хосе Мария Прада — доктор Чиранни
- Тереза Джимпера — Джина
- Уго Бланко — деверь
- Джулия Пенья — Эдвига
- Миранда Кампа — Гуидотти, медсестра
- Анджела Кардиле — Рыжая (итал. La Rossa)
- Анна Карена — свекровь
- Моника Гуэрриторе — Мария
- Мария Мицар — Гарин, медсестра
- Алессандро Романацци — сын
- Адриана Асти — Сканциани
- Энрико Барони
- Эдда Конти
- Лия Джованнелла
- Франка Маццони
- Джампаоло Росси
- Луиджи Антонио Гуэрра
- Марио Гарриба
- Гаэтано Аморозо (нет в титрах)
- Кристиан Де Сика — Мариани, юноша в поезде (нет в титрах)
- Франческо Роччиола (нет в титрах)
- Винченцо Роччиола (нет в титрах)

## Съёмочная группа
- Режиссёр-постановщик: Витторио Де Сика
- Сценаристы: Чезаре Дзаваттини, Рафаэль Дж. Сальвия (нет в титрах)
- Продюсеры: Марина Чиконья, Артур Кон
- Оператор: Эннио Гварньери
- Композитор: Мануэль Де Сика
- Монтажёр: Франко Аркалли
- Художник-постановщик: Луиджи Скаччианоче
- Художник по костюмам: Надя Витали
- Гримёры: Алессандро Якопони, Джулио Мастрантонио
- Звукорежиссёр: Альваро Орзини

## Награды и номинации
- 1973 — премия «Давид ди Донателло», «Европейский Давид» - Витторио Де Сика.[1][2]
- 1974 - премия «Golden Goblets» (Италия) лучшей актрисе - Адриана Асти.[3]
- 1974 — Итальянская ассоциация кинокритиков: серебряная лента лучшей актрисе второго плана — Адриана Асти.[4]
- 1975 — приз Ассоциации кинокритиков Лос-Анджелеса лучшей актрисе — Флоринда Болкан.[5]
- 1975 - Национальный совет кинокритиков США: фильм вошёл в пятёрку лучших фильмов на иностранном языке.[6]
- 1975 - номинация на премию Сообщества кинокритиков Нью-Йорка лучшей актрисе - Флоринда Болкан.[7]

## Интересные факты
По словам продюсера Артура Кона на роль Клары Матаро просились Элизабет Тейлор, Софи Лорен и Джейн Фонда.